# Unsere Heimat (Marienberg)
Unsere Heimat. Monatsblätter, herausgegeben vom Deutschen Kulturbund (ab 1973 Kulturbund der DDR), Kreisleitung Marienberg war eine Zeitschrift, die in den Jahren von 1956 bis 1978 in der Stadt Marienberg im Erzgebirge erschien und sich kulturellen, heimatgeschichtlichen und Themen des Naturschutzes widmete. Herausgeber war die Kreisleitung Marienberg des 1945 gegründeten Kulturbundes zur demokratischen Erneuerung Deutschlands, später kurz als Deutscher Kulturbund und ab 1973 Kulturbund der DDR bezeichnet. Die Kreisleitung des Kulturbundes hatte in Marienberg ihren Sitz in der Freiberger Straße 20, seit Mitte der 1960er Jahre Am Goldkindstein.
Spätestens seit 1964 war Horst Saalfrank (1922–2014) der verantwortliche Redakteur. Er war von 1954 bis 1961 Mitarbeiter beim Rat des Kreises Marienberg, wo er zunächst Sachbearbeiter für Volkskunst und später Leiter des Volkskunstkabinetts war. Ab 1962 wurde er Kreissekretär des Kulturbundes. Horst Saalfrank, der Träger der Ehrennadel der Nationalen Front war, bereicherte auch durch eigene Zeichnungen die Zeitschrift. 1969 wurde die Redaktion erweitert um Erich Gabriel, Alfred Kaden und Jürgen Oehmichen. Von Mai 1975 bis Dezember 1978 war Bernd Wiefel verantwortlicher Redakteur. Im Januar 1976 wurde die Redaktion erweitert um Rolf Bornitz, Horst Langer, Bernd Scheithauer und Dietmar Hunger.
Satz und Druck erfolgten zunächst bei Alfred Fiedler in Olbernhau, spätestens ab 1968 bei DDR-DAL, Druckerei Olbernhau.
Die Zeitschrift war eingetragen unter der Lizenznummer 260 K beim Rat des Bezirkes Karl-Marx-Stadt.
In den 1970er Jahren wurde die Zeitschrift zunehmend politisch genutzt, so im November 1971 mit dem Aufruf Für das Wohl des Volkes! durch die Kraft des Volkes! Wählt am 14. November 1971 die Kandidaten der Nationalen Front! Je stärker der Sozialismus, je fester die Gemeinschaft der sozialistischen Staaten – desto sicherer der Frieden.
Die Herausgabe der Zeitschrift endete mit dem Dezember-Heft 1978, da fortan im Bezirk Karl-Marx-Stadt im erzgebirgischen Raum nur noch die Erzgebirgischen Heimatblätter erschienen.
Von der Redaktion der Monatsblätter Unsere Heimat Marienberg wurden Horst Saalfrank, Horst Langer und Bernd Wiefel in die Redaktion der Erzgebirgischen Heimatblätter übernommen.

## Autoren
Zu den namhaften Autoren der Zeitschriften gehörten u. a.: Ernst Barth, Hellmut Bilz, Johannes Eichhorn, Werner Kaden, Erich Lorenz, Karl Hans Pollmer und Werner Spickenreuther.

## Ehrungen
Im November 1971 erhielt das Redaktionskollegium unter Horst Saalfrank die Ehrennadel „Für heimatkundliche Leistungen“ in Gold verliehen.